# Mihai Leca
Mihai Daniel Leca (sinh ngày 14 tháng 4 năm 1992 ở Bucharest) là một cầu thủ bóng đá người România thi đấu ở vị trí trung vệ cho Juventus București.

## Danh hiệu
TNS
- Giải bóng đá ngoại hạng Wales: 2016–17